# Red Skelton

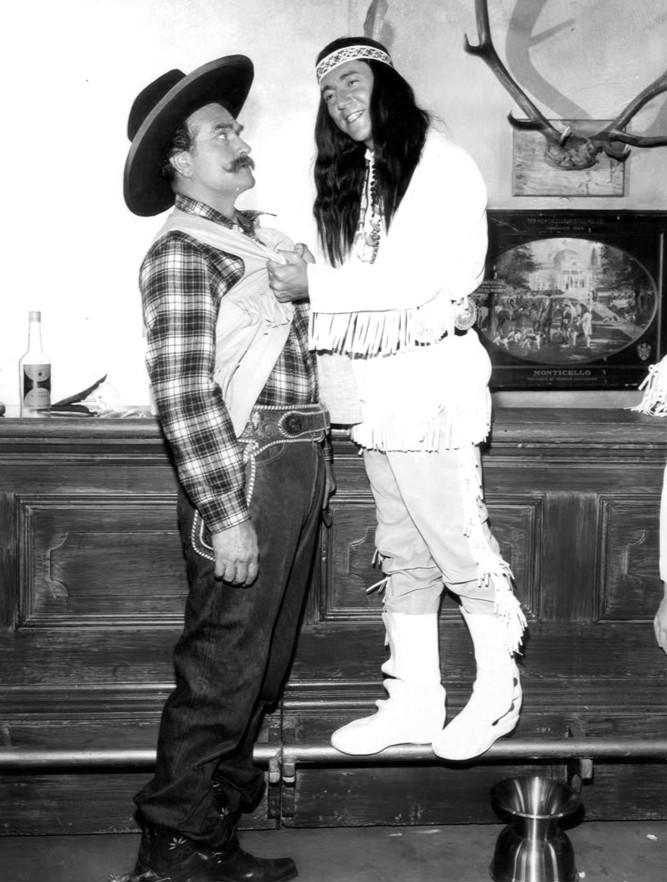
Red Skelton (links) mit Bobby Darin, 1965

Richard „Red“ Bernard Skelton (* 18. Juli 1913 in Vincennes, Indiana; † 17. September 1997 in Rancho Mirage, Kalifornien) war ein US-amerikanischer Komiker, Schauspieler und Sänger.

## Leben
Richard „Red“ Skeltons Vater Joe Skelton, der zwei Monate vor der Geburt seines Sohnes starb, war ein Clown beim Circus Hagenbeck-Wallace. Mit zehn Jahren machte Red Skelton durch den Schauspieler Ed Wynn erste Erfahrung mit der Bühne. Diese ließ ihn seitdem nicht mehr los. Noch vor dem vollendeten 16. Lebensjahr agierte er im selben Circus wie sein Vater als Clown. Er sang, schauspielerte und machte Stand-up-Comedy in verschiedenen Shows und auf einem Theaterschiff. In späteren Jahren schrieb Skelton das Gedicht The Circus („Der Circus“) im Andenken an seinem Vater.
Erst 1938 kam er zum Film. Er wurde schnell bei Metro-Goldwyn-Mayer ein Publikumsliebling. Er verkörperte mit Hilfe der Kunst der Pantomime und des Slapsticks, die er virtuos beherrschte, den Typ des „kleinen Mannes“. Die Zuschauer entdeckten ihre Sehnsüchte und Träume in ihm. Seine größten Kinoerfolge hatte er in den 1940er und frühen 1950er Jahren. Ab 1951 präsentierte er seine eigene The Red Skelton Show im US-Fernsehen, die Comedyshow erfreute sich über viele Jahre großer Popularität und lief bis 1971.
Red Skelton starb an einer Lungenentzündung am 17. September 1997 zu Hause im kalifornischen Rancho Mirage. Das Grab befindet sich im Great Mausoleum des Forest Lawn Memorial Park in Glendale.

## Filmografie (Auswahl)
- 1938: Having Wonderful Time
- 1940: Flight Command
- 1941: Dr. Kildare: Vor Gericht (The People vs. Dr. Kildare)
- 1941: Whistling in the Dark
- 1941: Dr. Kildare: Der Hochzeitstag (Dr. Kildare’s Wedding Day)
- 1941: Lady Be Good
- 1942: Schiff ahoi! (Ship Ahoy)
- 1942: Maisie Gets Her Man
- 1942: Trubel in Panama (Panama Hattie)
- 1942: Gespensterjagd in Dixie (Whistling in Dixie)
- 1943: Du Barry Was a Lady
- 1943: Thousands Cheer
- 1943: Der Tolpatsch und die Schöne (I Dood It)
- 1943: Gangsterjagd in Brooklyn (Whistling in Brooklyn)
- 1944: Badende Venus (Bathing Beauty)
- 1945: Broadway Melodie 1950 (Ziegfeld Follies)
- 1946: The Show-Off
- 1947: The Luckiest Guy in the World (Kurzfilm, Sprechrolle)
- 1947: Hoppla, hier kommt Merton! (Merton of the Movies)
- 1948: Dieser verrückte Mr. Johns! (The Fuller Brush Man)
- 1948: Der Superspion (A Southern Yankee)
- 1949: Neptuns Tochter (Neptune’s Daughter)
- 1950: Der Unglücksrabe (The Yellow Cab Man)
- 1950: Drei kleine Worte (Three Little Words)
- 1950: Die Venus verliebt sich (Duchess of Idaho)
- 1950: Seine Frau hilft Geld verdienen (The Fuller Brush Girl)
- 1950: Brustbild, bitte! (Watch the Birdie)
- 1951: Gib Gas, Joe! (Excuse My Dust)
- 1951: Karneval in Texas (Texas Carnival)
- 1951–1971: The Red Skelton Show (Fernseh-Comedyshow, 672 Folgen)
- 1952: Männer machen Mode (Lovely to Look At)
- 1953: Die Tränen des Clowns (The Clown)
- 1953: Half a Hero
- 1954: The Great Diamond Robbery
- 1954: Eine Nacht mit Susanne (Susan Slept Here)
- 1956: In 80 Tagen um die Welt (Around the World in 80 Days)
- 1957: Rindvieh Nr. 1 (Public Pigeon No. 1)
- 1960: Frankie und seine Spießgesellen (Ocean’s 11)
- 1965: Die tollkühnen Männer in ihren fliegenden Kisten (Those Magnificent Men in Their Flying Machines or How I Flew from London to Paris in 25 Hours 11 Minutes)
- 1970: Swing Out, Sweet Land (Fernsehfilm)
- 1978: Die liebestollen Stewardessen (Flying High, Fernsehserie, Folge 1x09)

## Soziales Engagement und Mitgliedschaften
Red Skelton war seit dem 20. September 1939 ein Mitglied im Bund der Freimaurer, seine Loge war die Vincennes Lodge No. 1 in Indiana. Er war zudem ein aktiver Shriner sowie Förderer und Gründer des Shriners' Crippled Children’s Hospital und der Red Skelton Foundation.